# 김명진 (1995년)
김명진(한국 한자: 金明珍, 1995년 1월 31일 ~ )은 대한민국의 전 축구 선수이며, 포지션은 센터백이였다.